# Musici del calcio storico fiorentino

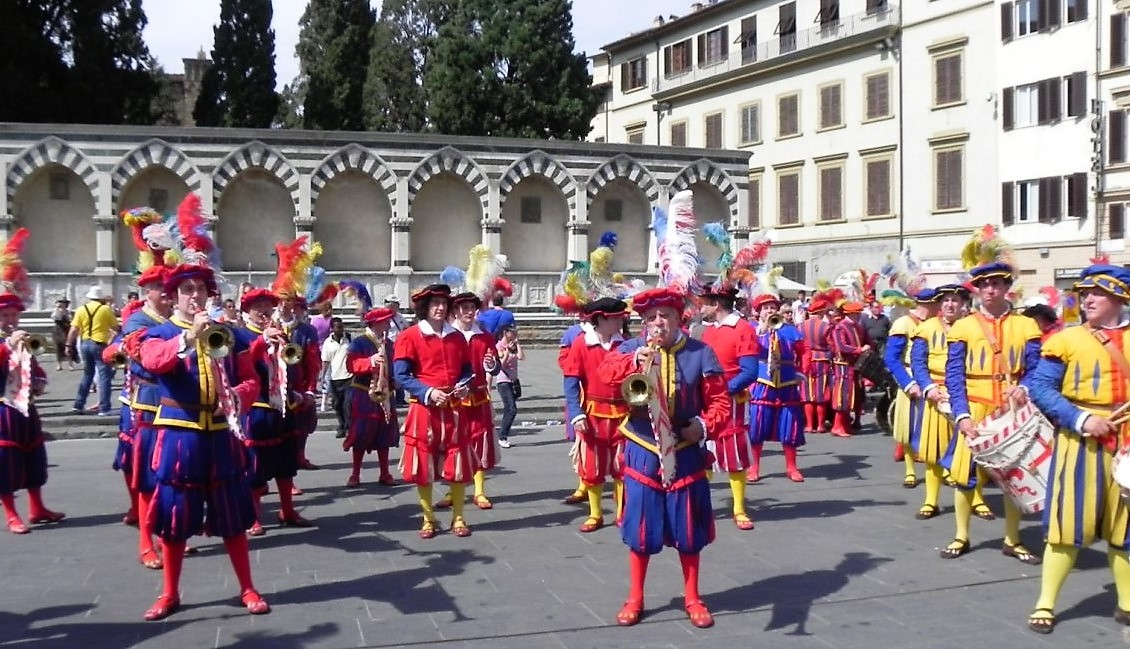
I Musici schierati in Piazza Santa Maria Novella a Firenze

I Musici del Calcio Storico Fiorentino, conosciuti anche come i Musici del Corteo Storico della Repubblica Fiorentina, sono la banda musicale più antica di Firenze. Fanno infatti parte del corteo che accompagna le partite di Calcio Storico fin dalla ripresa della famosa rievocazione, avvenuta il 4 maggio 1930.
Oggi i Musici sfilano assieme al resto del corteo in occasione di numerosi altri eventi fiorentini tradizionali tra cui vale la pena di ricordare Lo Scoppio del Carro, a Pasqua e la Festa di Sant'Anna, il 26 luglio. Numerose sono le partecipazioni anche a feste e rievocazioni storiche di altre città o paesi italiani ed esteri. 
Il gruppo al completo si compone di 36 tamburi, 10 pifferi e 24 trombe (o chiarine), guidati da un Maestro e da un Tamburo Maggiore.

## I musici durante l'assedio di Firenze
Secondo la Storia Fiorentina di Messer Benedetto Varchi, i musici, durante l'assedio di Firenze avvenuto tra il 1529 ed il 1530, sono protagonisti di alcuni eventi degni di nota. Il mattino del 27 ottobre 1529, per espressa richiesta della Signoria, Malatesta Baglioni si recò sui bastioni di San Miniato, seguito da un corteo composto principalmente da musici e trombettieri a sfidare le truppe imperiali. La banda suonò a lungo inni e marcette, senza provocare alcuna reazione nel campo avversario. Malatesta inviò al Principe d’Orange, comandante delle truppe di Carlo V,  anche un “trombetto”, per sfidare il condottiero imperiale al combattimento. Il principe non rispose probabilmente perché ritenne tutta la messinscena non particolarmente pericolosa. Come ultima provocazione, al rullo di tutti i tamburi presenti, gli oltre 150 pezzi d’artiglieria che si trovavano sulle mura di Firenze furono fatti sparare contemporaneamente, un enorme boato la cui eco fu udita probabilmente in tutta la piana fiorentina.
Più conosciuta, forse, la partecipazione di un gruppo di musicisti durante la partita dell'Assedio, l'evento ricordato ancora oggi con il torneo di giugno. Il 17 febbraio 1530, i fiorentini, risoluti sia a mantenere viva la tradizione, sia a dimostrare agli assedianti di non essere ancora vinti, organizzarono una partita di calcio in livrea in Piazza Santa Croce. Decisero inoltre "per non essere solo sentiti, ma veduti" di posizionare un gruppo di suonatori con trombe e altri strumenti sul tetto della chiesa di Santa Croce. Questi musicisti furono oggetto di almeno una cannonata, che fortunatamente mancò il bersaglio e passò alta, non causando alcun danno.

## I Costumi e gli Strumenti
Come gran parte del Corteo Storico della Repubblica Fiorentina, i costumi dei Musici furono disegnati nel 1930 dall'arch. Alfredo Lensi, ispirandosi a opere d'arte del Rinascimento.

### Il Maestro dei Musici

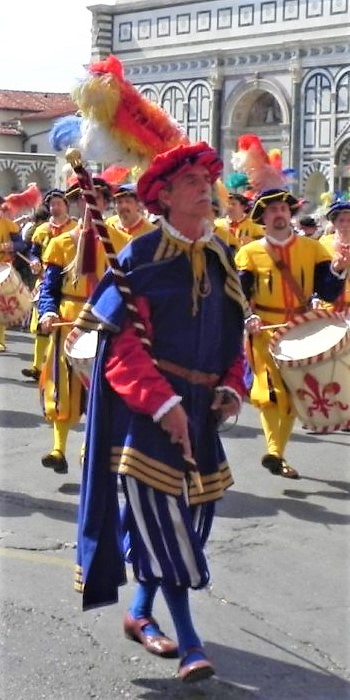
Maestro dei Musici

Il Maestro, con un bastone guarnito di nappe e pomo d'ottone, comanda la direzione di marcia della banda, le battute ai tamburi, il tempo d'entrata alle trombe e ai pifferi. Il costume del Maestro, in panno azzurro, si compone di un grande mantello bordato di giallo con calze azzurre, scarpe rosse, cappello in panno azzurro piumato. È armato di spada.

### Il Tamburo Maggiore

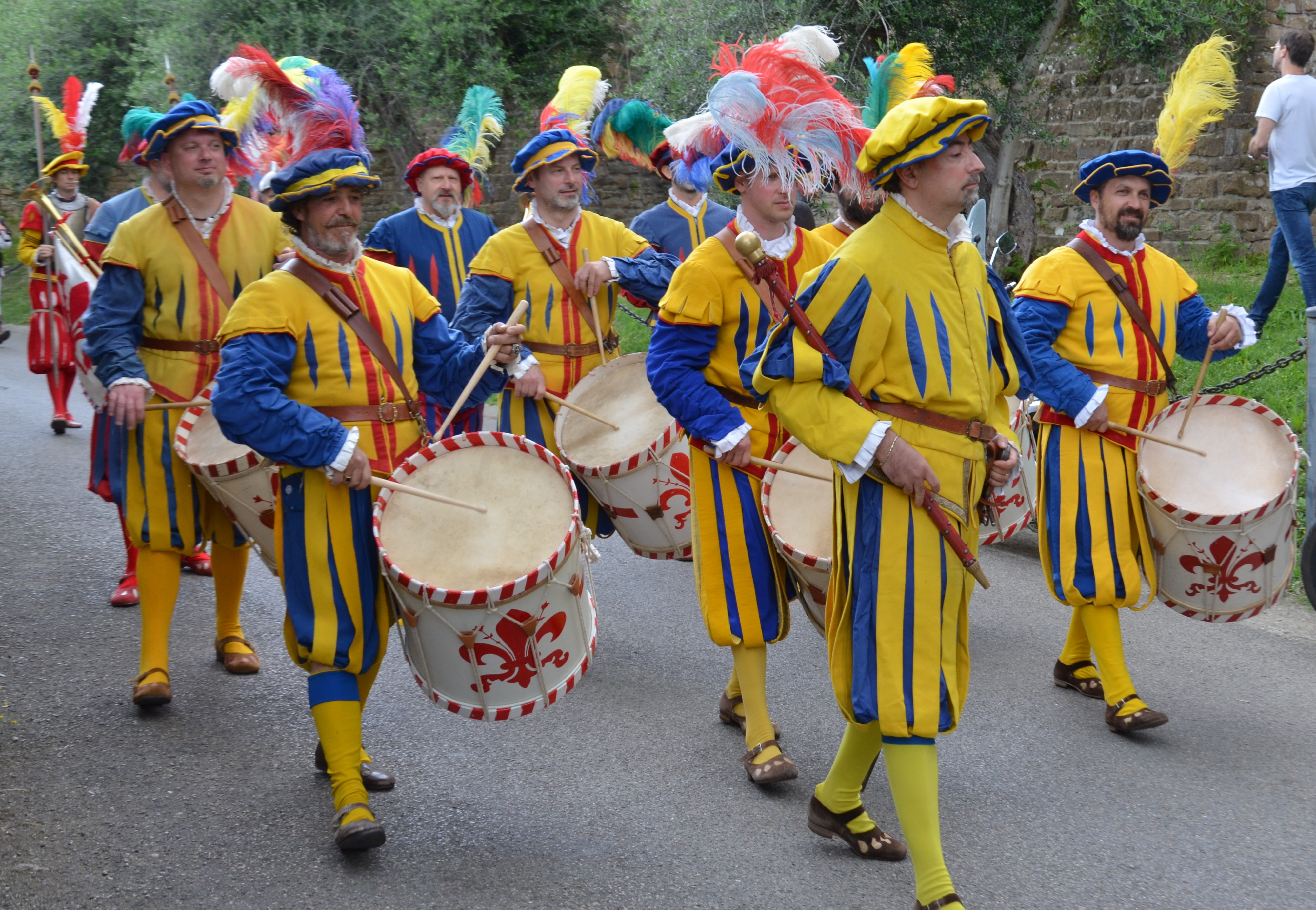
Tamburo Maggiore

Detto anche "Capo Tamburo", ritma le battute e il passo. Veste di panno di lana gialla soppannato di azzurro, brache sboffanti a tiracchie, berretta di panno gialla piumata e calze parimenti gialle, bastone di comando ed è armato di spada.

### I Tamburini

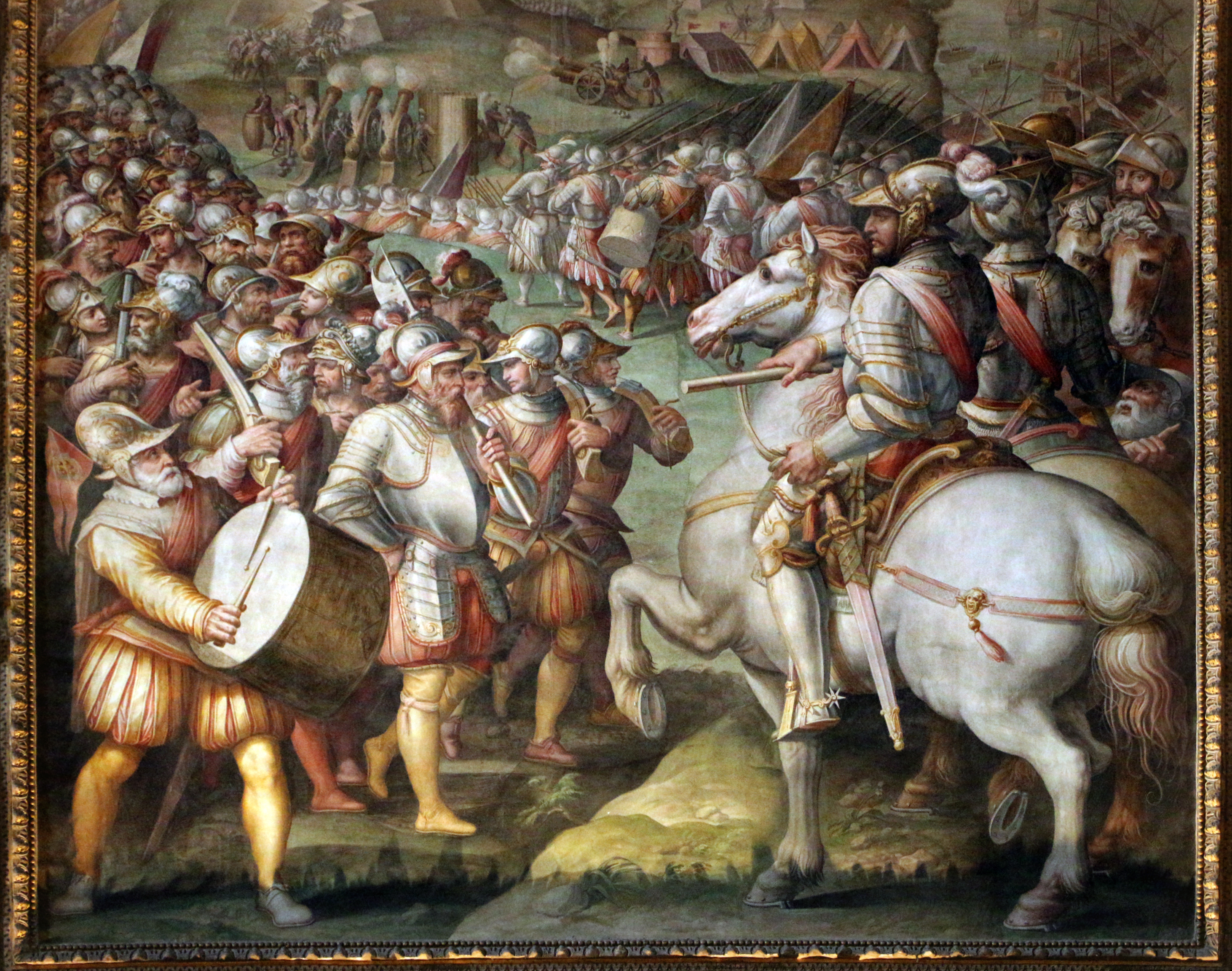
Giorgio Vasari e aiuti, La Presa di Porto Ercole, 1568-70. Firenze, Palazzo Vecchio

I costumi sono ispirati alla "Presa di Porto Ercole" e all' “Assalto al forte di Siena presso la porta di Camollia”, affreschi entrambi del Vasari. Vestono giacconi in panno giallo bordato in rosso con maniche in stamina di lana azzurra, calze corte gialle con risvolta azzurra, scarpe scamosciate al naturale, berretta di panno azzurro bordata di giallo, piumata. Sono dotati di pugnale a mano sinistra, portato posteriormente alla vita. I tamburi sono portati ad armacollo da sinistra a destra, agganciati ad una bandoliera di cuoio grezzo con porta bacchette.

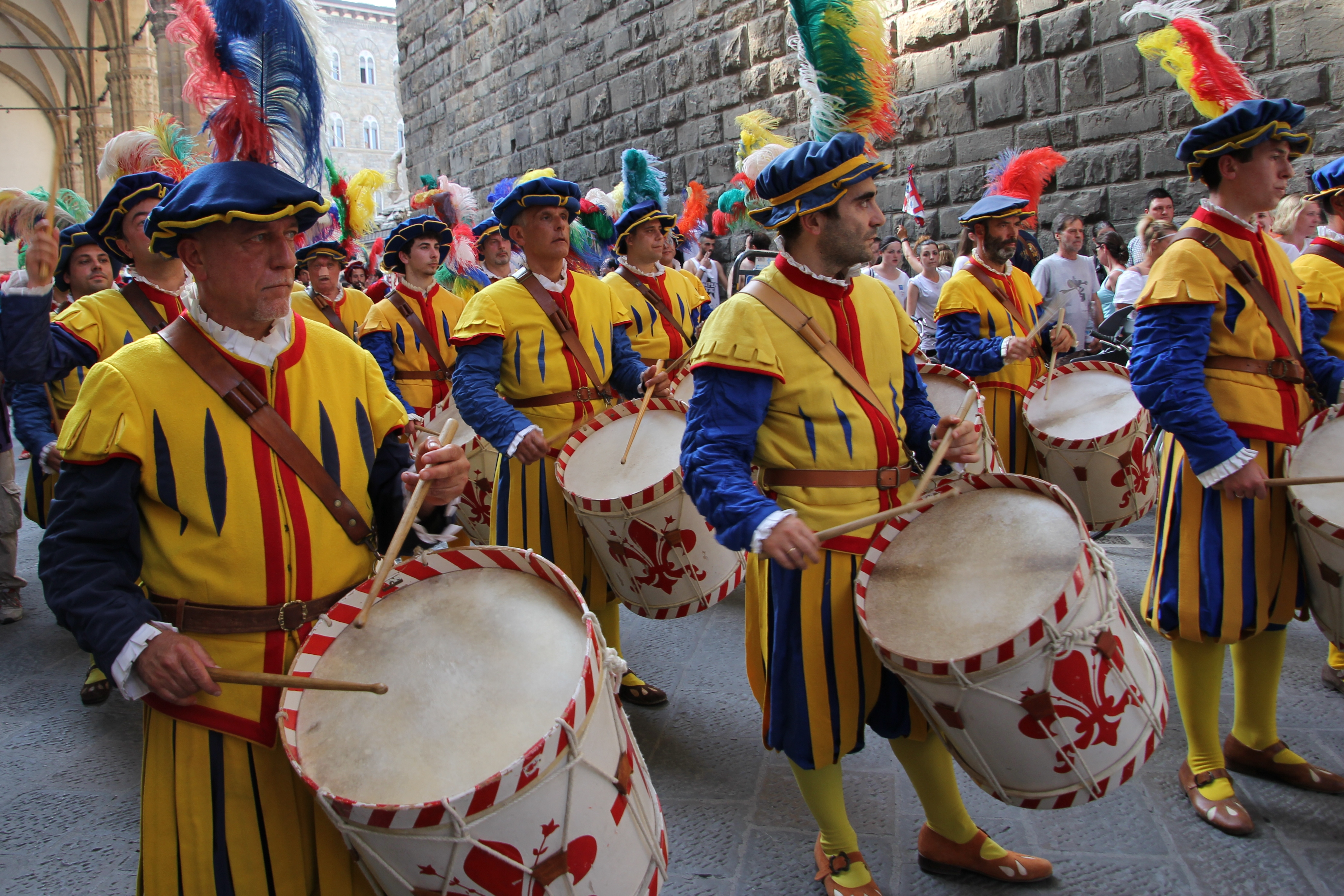
I Tamburini

I tamburi, detti "Imperiali" hanno una cassa di legno di circa 52 cm di altezza e 47 cm di diametro. Montano pelli di capra o montone e sono tirati a corda.

### I Pifferi

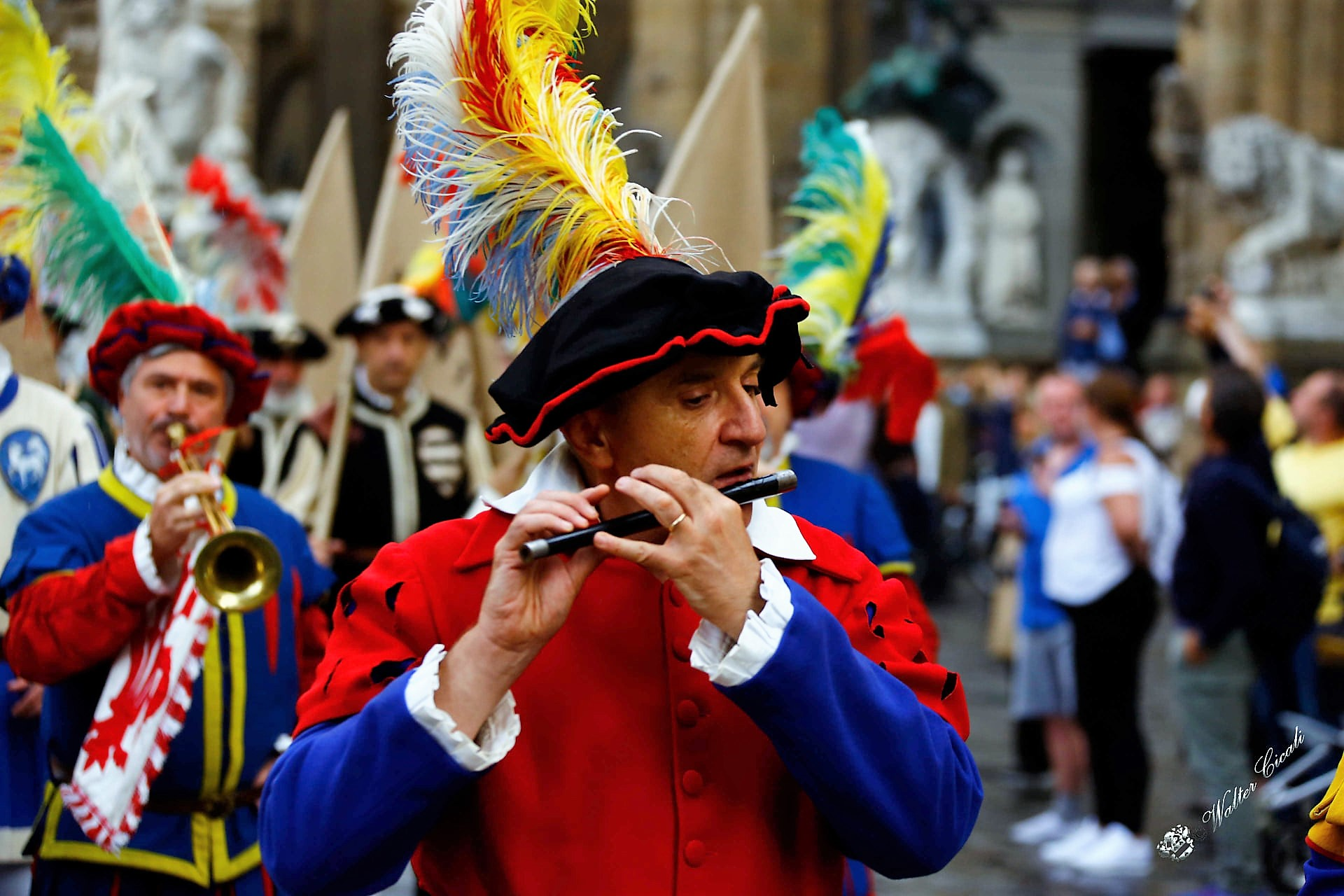
Un Piffero dei Musici del Corteo Storico

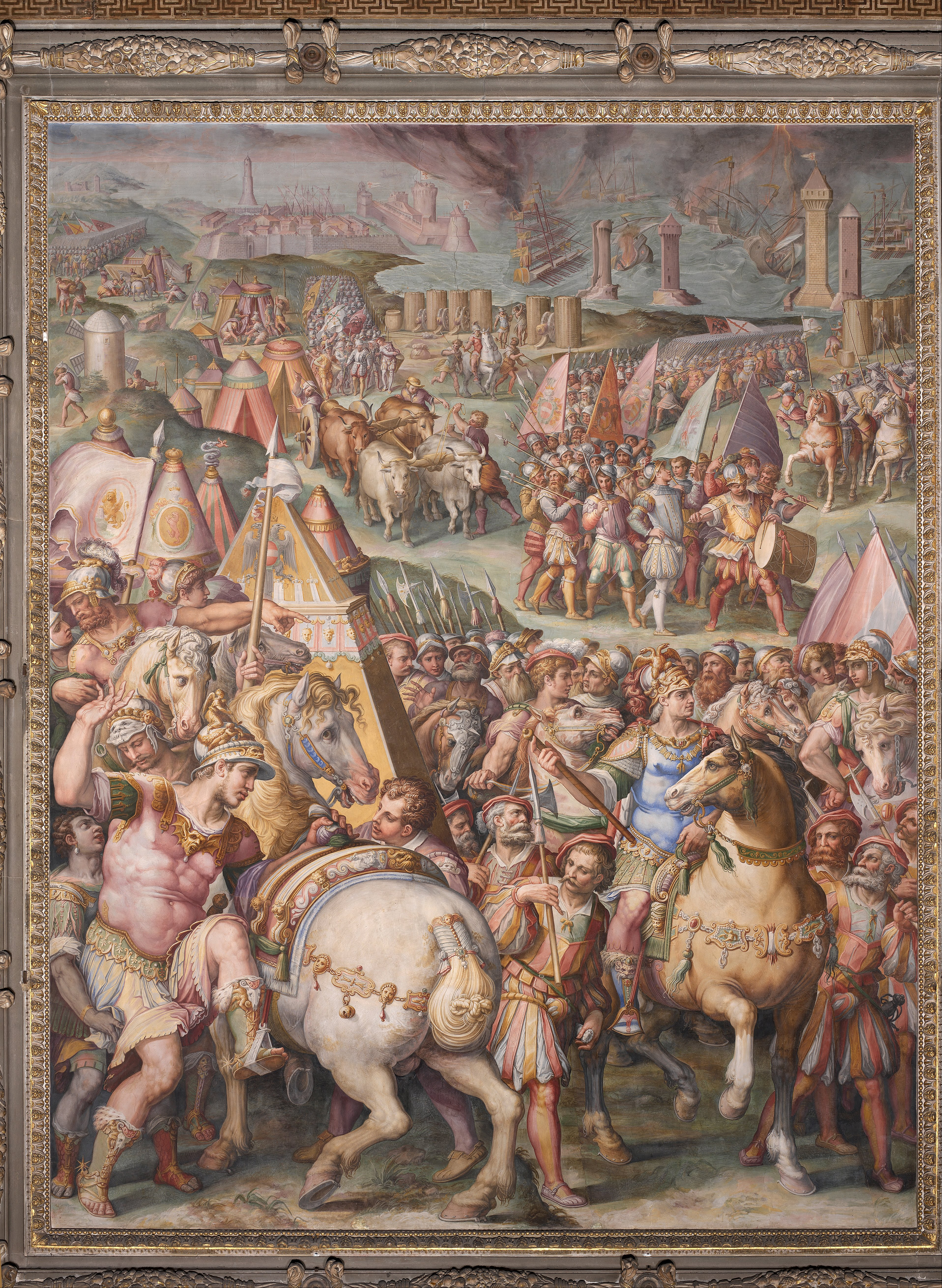
Giorgio Vasari, Massimiliano d'Austria tenta la conquista di Livorno, 1568-70, Firenze
, Palazzo Vecchio

La presenza di pifferi negli eserciti del XV secolo è documentata anche dall'affresco Massimiliano d'Austria che tenta la conquista di Livorno nel Salone dei Cinquecento a Firenze, dove, dietro la figura di un tamburino, si intravede quella di un suonatore di uno strumento simile al flauto di traverso.
I pifferi vestono un costume in panno rosso con grande goletta bianca e maniche azzurre, calze basse gialle con rovescia azzurra e berretta piumata in panno nero bordata di rosso. Sono dotati di pugnale a mano sinistra e con fornimento a vela, portato posteriormente alla vita.
Gli strumenti sono piccoli flauti traversi, in legno di ebano, rassomiglianti più agli attuali ottavini che a dei veri e propri flauti. Hanno solo sei fori nella parte superiore e nessuno in quella inferiore: tutto è demandato alla potenza di fiato insufflata dal suonatore. In origine si chiamavano Fiffari.

### Le Chiarine

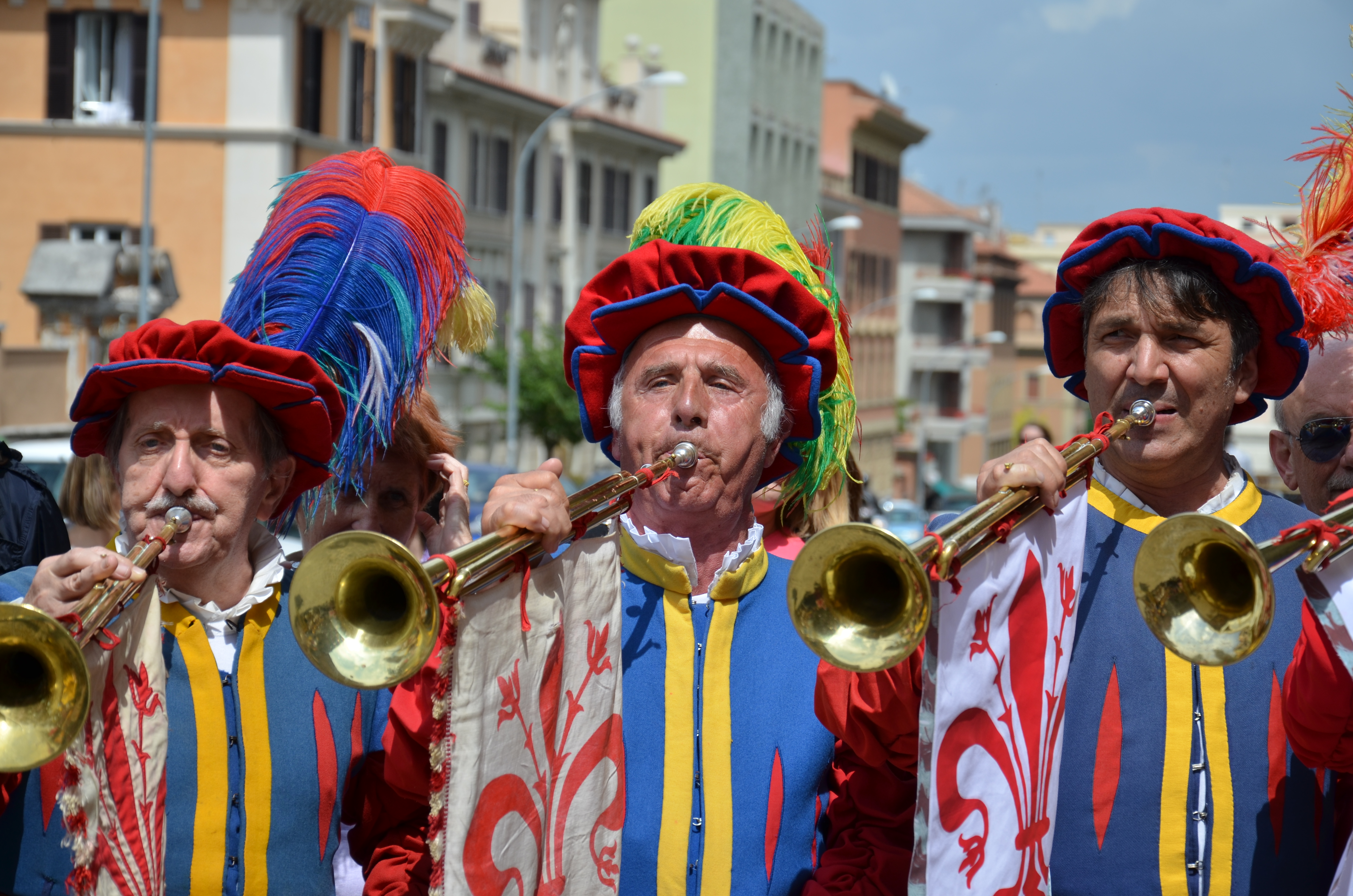
Le Chiarine

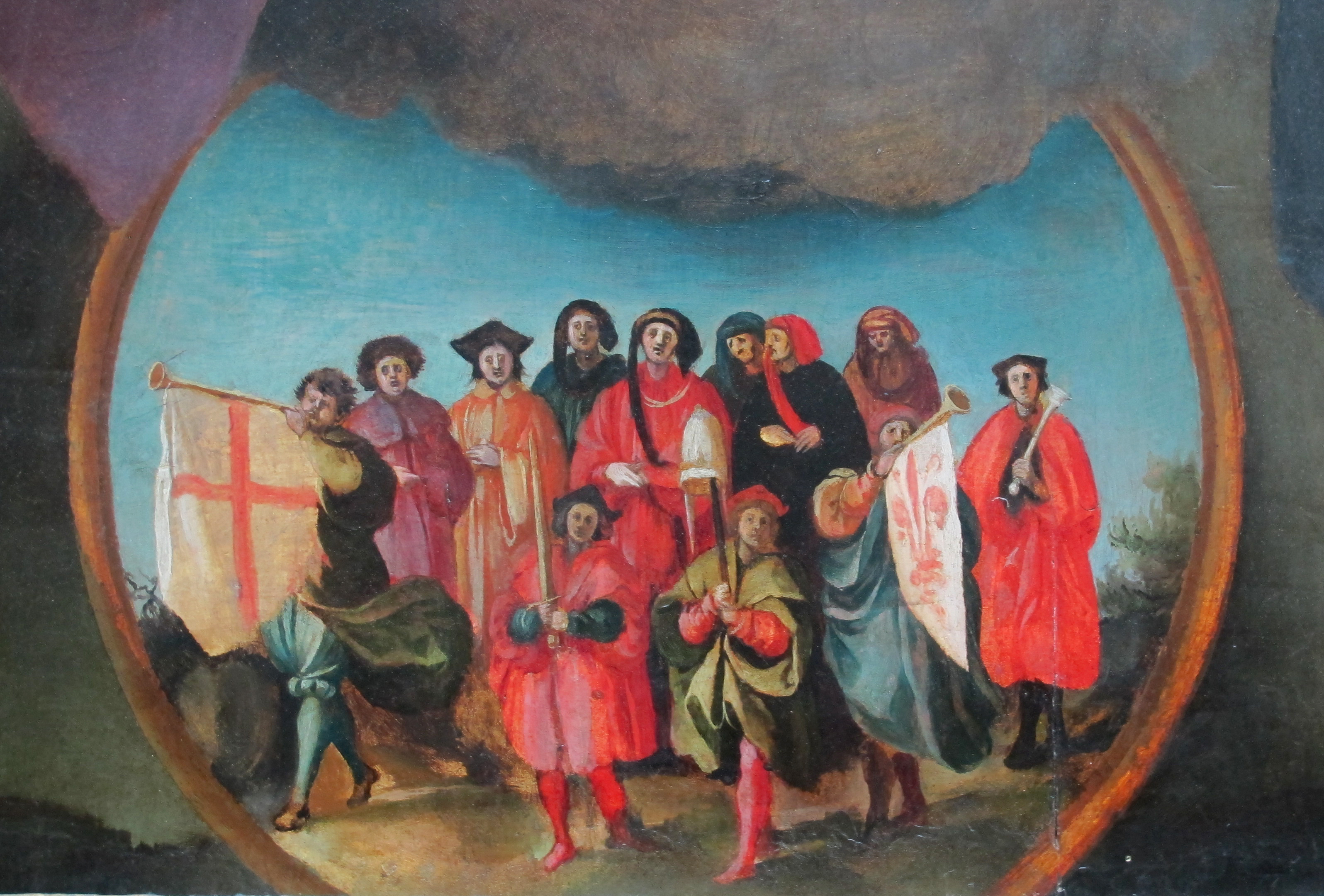
Pontormo, Madonna col Bambino e Quattro Santi, (particolare) 1529 - Louvre

Per il costume delle chiarine l'architetto Lensi trovò ispirazione dal tondo posto in basso e al centro della pala del Pontormo Madonna col Bambino, Sant'Anna e quattro Santi, oggi conservata al Louvre. Vestono un giubbone azzurro tranciato e bordato in panno giallo con maniche in stamina di lana rossa, brache rosse a sboffo con tiracchie azzurre, calze rosse basse sotto il ginocchio con rovescia azzurra, berretta di panno rosso piumata. Sono dotati di pugnale a mano sinistra, portato posteriormente alla vita.
Le chiarine sono intonata in Fa e sono prive di pistoni. La tecnica per la produzione del suono è uguale sia nella tromba che nella chiarina, la differenza tra i due strumenti sta semplicemente nel fatto che la tromba ha la possibilità, tramite i pistoni, di allungare o accorciare il percorso che l'aria fa nello strumento.
Il primo prototipo era intonato in Si bemolle e misurava circa 135 cm distribuiti su un unico tubo diritto, simili agli strumenti ideati da Giuseppe Verdi per la sua Marcia Trionfale dell'Aida.  Dato che erano molto scomode nell'uso nonché soggette a piegature e danneggiamenti, si decise di farle lunghe 170 cm, ma con un ritorto, per una lunghezza reale di 80 cm, intonandole in Fa naturale. Infatti nello strumento in ottone più si allunga il percorso che deve fare l'aria, più l'intonazione diviene grave.

## Il Repertorio Musicale
Il repertorio del Gruppo dei Musici, data la particolarità degli strumenti utilizzati, risulta essere tecnicamente limitato. Per contro, e per lo stesso motivo, le melodie eseguite sono storicamente accurate riguardo al periodo rappresentato dal corteo.
Quando, negli anni '30, fu decisa la rifondazione della rappresentazione storica del Calcio Fiorentino, uno dei primi argomenti affrontati fu appunto l'accompagnamento musicale.  I Maestri Gaetano Manno e Ugo Canocchi intervennero su alcuni antichi spartiti del XV secolo, pare correggendo qualcosa da un punto di vista armonico. Le prime musiche del gruppo sarebbero quindi riconducibili da un manoscritto, in stile Gregoriano, di un anonimo frate del Convento di San Marco. Dalla seconda metà del '900 in poi, sono state composte altre marce e squilli originali, in maggior parte riferibili al Maestro Sauro Salvadori.
L'adunata e lo schieramento del corteo è abitualmente annunciato dai Musici intonando lo Squillo di Partenza, opera del Salvadori. Terminato lo squillo, il Maestro segnala ai Tamburi l'avvio del Passo, lento e tipico ritmo che accompagnerà il corteo durante tutta la sfilata.
Quando il gruppo è in movimento, il Maestro segnala l'esecuzione delle diverse marce di repertorio: la Marcia al Campo, proveniente dal suddetto manoscritto del XV Secolo, Fiorenza, La Caccia e I Musici, questi ultimi invece scritti sempre dal Maestro Salvadori.
Il cerimoniale del corteo storico fiorentino include il momento del Saluto alla Voce secondo l’etichetta militare del XVI secolo, omaggio rivolto agli ospiti e alle autorità presenti, durante il quale viene eseguito l'omonimo squillo del Saluto, del Maestro Ugo Canocchi.
Durante le esibizioni dei Bandierai degli Uffizi, invece, gli esercizi sono accompagnati, tra l'altro, dallo squillo I Bandierai, scritto da Giuliano Filipponi.
Fa parte del repertorio anche lo Squillo del Comune, anche questo proveniente dalle rielaborazioni del manoscritto cinquecentesco, ma che normalmente viene eseguito dalla chiarine che accompagnano il Gonfalone di Firenze (la cosiddetta Famiglia di Palazzo). In loro assenza può essere intonato anche dal gruppo dei Musici per salutare la presenza di rappresentanti del Comune di Firenze.

### L'Inno Della Vittoria

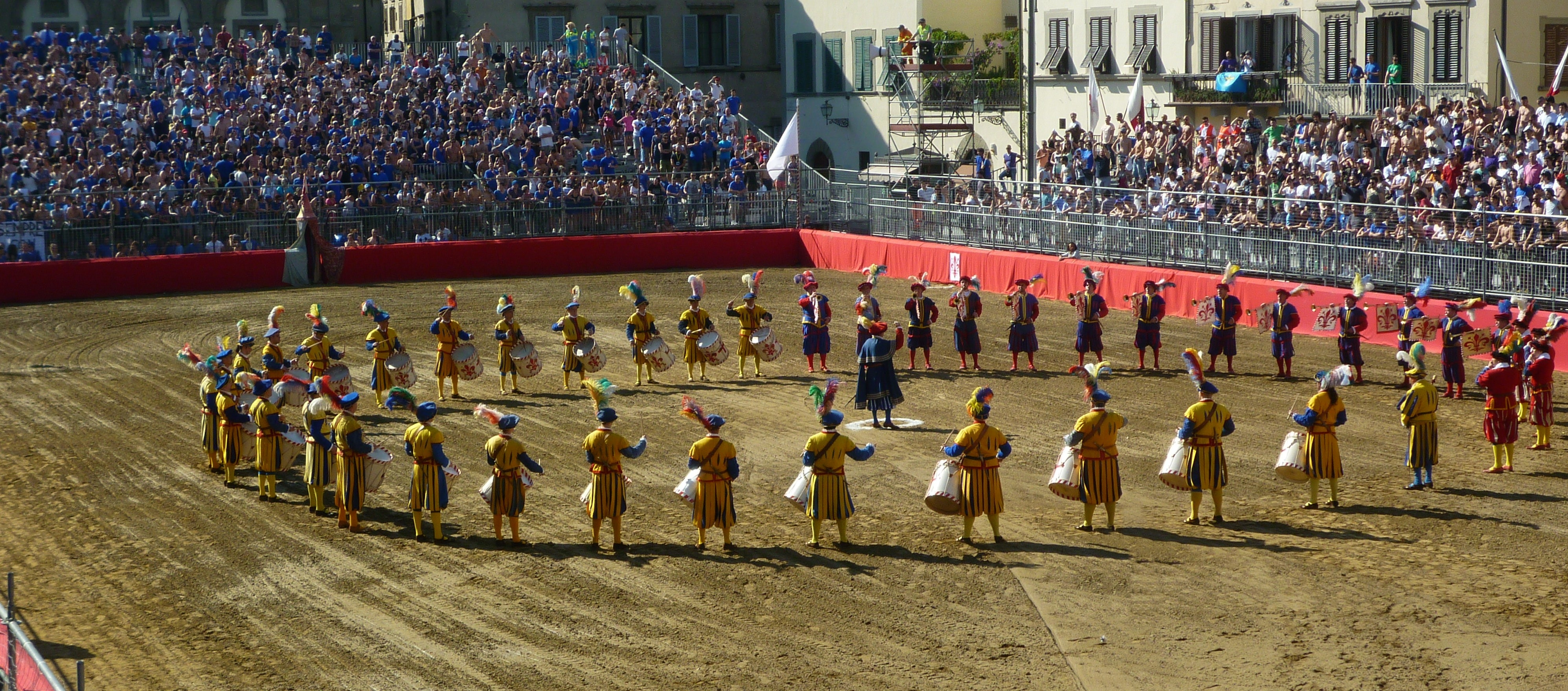
Musici in Piazza Santa Croce intonano L'Inno della Vittoria

L'Inno della Vittoria è il più elaborato e complesso spartito suonato dai Musici. Tradizionalmente è eseguito al termine di ogni partita di Calcio Storico in onore della squadra vittoriosa, con l'intero gruppo dei Musici disposto a formare un ampio cerchio nel centro del campo allestito in Piazza S.Croce, il Maestro che dirige al centro. Deriva anch'esso dagli spartiti del XV secolo. Pare infatti che tra le Laudi, ne esistesse una intitolata la Vittoria dell'Altissimo su Lucifero che ha fornito spunto all'attuale Inno.  La tradizione vuole che il manoscritto fosse custodito nella Biblioteca Nazionale di Firenze e che, purtroppo, esso sia andato perduto con la disastrosa alluvione del 1966.